# Alessandro Sgrigna
Alessandro Sgrigna (Roma, 24 aprile 1980) è un allenatore di calcio ed ex calciatore italiano, di ruolo attaccante, tecnico del Caldogno.

## Caratteristiche tecniche
Spesso impiegato come esterno offensivo, sia a sinistra che a destra, ha più volte ricoperto il ruolo di trequartista, di seconda punta e, nel L.R. Vicenza, anche di attaccante centrale. Grazie alla sua notevole versatilità e tecnica, è da considerarsi un vero e proprio jolly offensivo.

## Carriera

### Club

#### Lodigiani e la stagione all'Inter
Cresciuto nelle giovanili della Lodigiani, dopo aver debuttato in Nazionale Under-16 esordisce nel calcio professionistico nel 1996 a 16 anni, in Serie C1, nella stagione 1996-1997. L'allenatore Maurizio Viscidi gli concede 16 presenze nelle quali segna 2 gol, uno dei quali l'11 gennaio 1997 in Lodigiani-Savoia (5-1).
L'11 luglio viene acquistato dall'Inter per 600 milioni di lire ed entra a far parte della Primavera nerazzurra, guadagnando alcune convocazioni in prima squadra senza tuttavia giocare nemmeno un minuto. In questa stagione ottiene una convocazione in Nazionale Under-17.
Il 27 giugno 1998 i nerazzurri lo rimandano in prestito alla Lodigiani dove trova un posto da titolare con mister Guido Attardi in coppia con Luca Toni. Il 19 settembre realizza un gol su azione personale in Lodigiani-Savoia (1-1). In totale realizza 8 gol in 31 gare in stagione, entrando in pianta stabile in Nazionale Under-18.

#### Vicenza e i vari prestiti
Tornato alla base, in estate viene ceduto in compartecipazione al L.R. Vicenza, con cui debutta in Serie B il 13 febbraio 2000 in Vicenza-Ternana (0-0), subentrando all'84' a Marco Schenardi. In totale raccoglie tre presenze nel campionato che i biancorossi concludono al primo posto.
Nel mercato estivo il Vicenza riscatta l'altra metà del suo cartellino e lo gira, di nuovo in comprartecipazione, all'Hellas Verona, dove non trova spazio e quindi il 27 ottobre le due società lo mandano in prestito alla Pistoiese, in Serie B. Esordisce con gli arancioni il 19 novembre in Pistoiese-Pescara (1-0) sostituendo al 60' Francesco Baiano; sotto la guida dell'allenatore Giuseppe Pillon gioca cinque spezzoni di partita. Il 30 gennaio 2001 passa in prestito alla Reggiana, in Serie C1, con cui esordisce il 4 febbraio in Varese-Reggiana (1-3). La stagione si conclude con una salvezza ottenuta ai play-out e 10 gare disputate con gli emiliani.
Nel luglio 2001 ritorna per l'intero valore del cartellino al Vicenza, dove, sotto la guida dei mister Eugenio Fascetti prima e Adelio Moro poi, gioca 24 incontri andando a segno una volta, il 28 aprile 2002 in Vicenza-Salernitana (3-1). La stagione termina senza la promozione.
La stagione successiva, con il nuovo tecnico Andrea Mandorlini, mette insieme 2 presenze in campionato segnando un gol invece in Coppa Italia il 18 dicembre 2002 in Bologna-Vicenza (0-2). Il 27 gennaio 2003 passa in prestito al Cittadella, in Serie C1.

#### Cittadella e ancora Vicenza
L'allenatore Rolando Maran lo fa subito esordire con la maglia del Cittadella il 2 febbraio in Lumezzane-Cittadella (0-0), rilevando al 58' Joachim De Gasperi. Segna invece la sua prima marcatura il 9 marzo in Cittadella-Carrarese (3-1), alla quale seguono una doppietta il 30 marzo in AlbinoLeffe-Cittadella (2-4).
Con 9 presenze e 4 reti contribuisce a una stagione che finisce con un settimo posto a quattro punti dai play-off.
Il 25 giugno il club padovano ne acquista la compartecipazione confermandolo così in rosa anche per la stagione 2003-2004. La sua prima metà di stagione è caratterizzata da una serie di infortuni e di un'operazione alle tonsille. Il 14 dicembre sigla una doppietta in Cittadella-Novara (3-1). La compartecipazione con il Vicenza viene rinnovata anche per la stagione successiva.
Fa quindi il suo ritorno al L.R. Vicenza, con 4 gol in 33 apparizioni.
L'inizio della stagione 2006-2007, è caratterizzato da numerosi infortuni che ne limitano le prestazioni.
A gennaio 2007 passa quindi al Bari dove ritrova il tecnico Maran che lo aveva allenato ai tempi del Cittadella. Tuttavia, dopo l'esonero del tecnico trentino e l'arrivo di Giuseppe Materazzi, trova sempre meno spazio, disputando comunque 20 incontri con 4 gol.
Nel luglio del 2007, dopo essere rientrato a L.R. Vicenza, passa in prestito alla Triestina, dove ritrova nuovamente Maran, neo allenatore della squadra alabardata. A gennaio della stessa stagione, la Triestina acquista la metà del giocatore dal L.R. Vicenza in cambio della metà del giocatore alabardato Emiliano Testini. Dopo aver segnato 7 reti nella seconda parte della stagione, nell'estate 2008 fa nuovamente ritorno alla corte dei berici.

#### Torino
Il 19 agosto 2010 passa a titolo definitivo al Torino, nello scambio che porta Elvis Abbruscato al L.R. Vicenza. L'allenatore Franco Lerda lo schiera spesso nell'atipico ruolo di esterno e l'11 settembre 2010, in occasione della trasferta dei granata a Modena contro il Sassuolo, mette a segno il suo primo gol in maglia granata, permettendo al Torino di imporsi per 2-1. Dopo un digiuno di reti di quasi cinque mesi, torna al gol il 7 maggio 2011, nel 2-2 in trasferta contro il Siena. Il 29 maggio la squadra granata viene sconfitta dal Padova, terminando la stagione senza disputare i play-off.
Nella stagione 2011-2012, dopo un incontro chiarificatore con il neoallenatore Gian Piero Ventura, ritrova il suo naturale ruolo di attaccante e viene inserito come una delle quattro punte della rosa, insieme a Rolando Bianchi, Osarimen Ebagua e Mirko Antenucci. Segna la sua prima rete dell'anno il 4 settembre 2011 contro il Varese (2-0 il risultato finale), con un potente tiro da fuori area. Il 10 dicembre 2011 segna una doppietta nel 4-2 casalingo contro il Pescara
Confermato anche per la stagione successiva, che segna il ritorno in Serie A della squadra, è l'autore del primo gol stagionale della squadra, che conduce alla vittoria per 4-2 in Coppa Italia contro il Lecce. Il 1º settembre, alla seconda giornata di campionato contro il Pescara, debutta in Serie A, a 32 anni, e realizza anche il suo primo gol in massima serie su assist di Rolando Bianchi. Nella prima parte di stagione si ritaglia un ruolo di spalla del capitano granata, avvicendandosi con gli altri due attaccanti Riccardo Meggiorini e Gianluca Sansone.

#### Hellas Verona e Carpi
L'8 gennaio 2013 passa a titolo definitivo all'Hellas Verona, in Serie B, insieme al compagno Alessandro Agostini. Con il club scaligero firma un contratto di due anni, fino al 2014. Il 24 marzo 2013 segna il suo primo gol con la maglia della squadra veronese nella partita casalinga vinta contro il Crotone, mettendo a segna il gol partita del 3-2. 
Dopo 17 presenze e 3 gol e la conquista della Serie A, il 30 agosto seguente passa in prestito al Carpi in Serie B.

#### Ritorno a Cittadella
Il 26 giugno 2014 torna al Cittadella in Serie B dopo dieci stagioni.
Il 1º settembre 2014 nella 1ª giornata di campionato (Modena-Cittadella) segna su punizione il primo goal della sua seconda esperienza in granata.
Il 9 giugno 2016, dopo aver ottenuto la promozione in Serie B, comunica l'addio alla squadra veneta, in quanto il suo contratto in scadenza non verrà rinnovato.

#### Leodari Vicenza
Il 5 settembre 2016, firma per il Leodari Vicenza, formazione neo promossa in Eccellenza, nella quale ricopre anche il ruolo di allenatore delle giovanili. Termina la stagione collezionando 9 gol, portando la squadra ad una salvezza tranquilla.

### Allenatore
Per la stagione 2017/2018 ricopre il ruolo di allenatore del Longare Castegnero, formazione vicentina militante nel campionato di Promozione Veneto. Chiude la stagione al tredicesimo posto, ottenendo la salvezza dopo aver vinto gli spareggi play out. Confermato per la stagione 2018/2019, successivamente viene sollevato dall’incarico al termine del girone di andata. 
A dicembre 2019 viene ingaggiato come tecnico dell’Aurora Cavalponica, società veronese militante nel campionato di Promozione, restando al comando della compagine veronese sino a Maggio 2021.
A inizio Ottobre 2021 viene ingaggiato come tecnico de Le Torri Bertesina, società vicentina, militante nel campionato di Promozione Veneto.
Per la stagione 2022/2023 viene ingaggiato come tecnico del Caldogno Calcio, società vicentina, militante nel campionato di Promozione Veneto.

### Nazionale
Nel 2002 ottiene 4 presenze in Nazionale Under-21 di B: il 9 gennaio 2002, nella partita contro la Pro Patria vinta per 2-1, il 27 gennaio contro la Romania Under-21 (0-0), il 27 febbraio nella sconfitta per 1-0 contro il Legnano e il 23 marzo in occasione della vittoria per 1-0 contro una selezione di stranieri della Serie B.

## Statistiche

### Presenze e reti nei club
| Stagione          | Squadra           | Campionato        | Campionato | Campionato | Coppe nazionali | Coppe nazionali | Coppe nazionali | Coppe continentali | Coppe continentali | Coppe continentali | Altre coppe | Altre coppe | Altre coppe | Totale | Totale |
| Stagione          | Squadra           | Comp              | Pres       | Reti       | Camp            | Pres            | Reti            | Camp               | Pres               | Reti               | Comp        | Pres        | Reti        | Pres   | Reti   |
| ----------------- | ----------------- | ----------------- | ---------- | ---------- | --------------- | --------------- | --------------- | ------------------ | ------------------ | ------------------ | ----------- | ----------- | ----------- | ------ | ------ |
| 1996-1997         | Lodigiani         | C1                | 16         | 2          | CI-C            | 0               | 0               | -                  | -                  | -                  | -           | -           | -           | 16     | 2      |
| 1997-1998         | Inter             | A                 | 0          | 0          | CI              | 0               | 0               | CU                 | 0                  | 0                  | -           | -           | -           | 0      | 0      |
| 1998-1999         | Lodigiani         | C1                | 31         | 8          | CI-C            | 0               | 0               | -                  | -                  | -                  | -           | -           | -           | 31     | 8      |
| Totale Lodigiani  | Totale Lodigiani  | Totale Lodigiani  | 47         | 10         |                 | 0               | 0               |                    | -                  | -                  |             | -           | -           | 47     | 10     |
| 1999-2000         | Vicenza           | B                 | 3          | 0          | CI              | 0               | 0               | -                  | -                  | -                  | -           | -           | -           | 3      | 0      |
| 2000-gen. 2001    | Pistoiese         | B                 | 5          | 0          | CI              | -               | -               | -                  | -                  | -                  | -           | -           | -           | 5      | 0      |
| gen.-giu. 2001    | Reggiana          | C1                | 10+1       | 0          | CI-C            | -               | -               | -                  | -                  | -                  | -           | -           | -           | 11     | 0      |
| 2001-2002         | L.R. Vicenza      | B                 | 24         | 1          | CI              | 1               | 0               | -                  | -                  | -                  | -           | -           | -           | 25     | 1      |
| 2002-gen. 2003    | L.R. Vicenza      | B                 | 2          | 0          | CI              | 3               | 1               | -                  | -                  | -                  | -           | -           | -           | 5      | 1      |
| gen.-giu. 2003    | Cittadella        | C1                | 9          | 4          | CI+CI-C         | -               | -               | -                  | -                  | -                  | -           | -           | -           | 9      | 4      |
| 2003-2004         | Cittadella        | C1                | 26         | 11         | CI-C            | 2               | 0               | -                  | -                  | -                  | -           | -           | -           | 28     | 11     |
| 2004-2005         | Cittadella        | C1                | 31         | 10         | CI-C            | 7               | 3               | -                  | -                  | -                  | -           | -           | -           | 38     | 13     |
| 2005-2006         | L.R. Vicenza      | B                 | 33         | 4          | CI              | 0               | 0               | -                  | -                  | -                  | -           | -           | -           | 23     | 0      |
| 2006-gen. 2007    | L.R. Vicenza      | B                 | 13         | 0          | CI              | 1               | 0               | -                  | -                  | -                  | -           | -           | -           | 14     | 0      |
| gen.-giu. 2007    | Bari              | B                 | 20         | 4          | CI              | -               | -               | -                  | -                  | -                  | -           | -           | -           | 20     | 4      |
| 2007-2008         | Triestina         | B                 | 35         | 7          | CI              | 3               | 0               | -                  | -                  | -                  | -           | -           | -           | 38     | 7      |
| 2008-2009         | L.R. Vicenza      | B                 | 36         | 10         | CI              | 2               | 1               | -                  | -                  | -                  | -           | -           | -           | 38     | 11     |
| 2009-2010         | L.R. Vicenza      | B                 | 37         | 13         | CI              | 1               | 0               | -                  | -                  | -                  | -           | -           | -           | 38     | 13     |
| ago. 2010         | L.R. Vicenza      | B                 | -          | -          | CI              | 1               | 1               | -                  | -                  | -                  | -           | -           | -           | 1      | 1      |
| Totale Vicenza    | Totale Vicenza    | Totale Vicenza    | 148        | 28         |                 | 11              | 3               |                    | -                  | -                  |             | -           | -           | 159    | 31     |
| ago. 2010-2011    | Torino            | B                 | 35         | 6          | CI              | 0               | 0               | -                  | -                  | -                  | -           | -           | -           | 35     | 6      |
| 2011-2012         | Torino            | B                 | 32         | 8          | CI              | 1               | 0               | -                  | -                  | -                  | -           | -           | -           | 33     | 8      |
| 2012-gen. 2013    | Torino            | A                 | 11         | 1          | CI              | 2               | 1               | -                  | -                  | -                  | -           | -           | -           | 13     | 2      |
| Totale Torino     | Totale Torino     | Totale Torino     | 79         | 15         |                 | 3               | 1               |                    | -                  | -                  |             | -           | -           | 82     | 16     |
| gen.-giu. 2013    | Verona            | B                 | 17         | 3          | CI              | -               | -               | -                  | -                  | -                  | -           | -           | -           | 17     | 3      |
| 2013-2014         | Carpi             | B                 | 33         | 6          | CI              | -               | -               | -                  | -                  | -                  | -           | -           | -           | 33     | 6      |
| 2014-2015         | Cittadella        | B                 | 35         | 9          | CI              | 2               | 1               | -                  | -                  | -                  | -           | -           | -           | 37     | 10     |
| 2015-2016         | Cittadella        | LP                | 19         | 0          | CI+CI-LP        | 0+2             | 0+1             | -                  | -                  | -                  | -           | -           | -           | 21     | 1      |
| Totale Cittadella | Totale Cittadella | Totale Cittadella | 119        | 33         |                 | 14              | 6               |                    | -                  | -                  |             | -           | -           | 133    | 39     |
| 2016-2017         | Leodari Vicenza   | E                 | 19         | 9          | CI-Dil.         | 0               | 0               | -                  | -                  | -                  | -           | -           | -           | 19     | 9      |
| Totale carriera   | Totale carriera   | Totale carriera   | 521+1      | 114        |                 | 31              | 10              |                    | 0                  | 0                  |             | -           | -           | 562    | 125    |

## Palmarès

### Club

#### Competizioni nazionali
- Campionato italiano di Serie B: 2

Vicenza: 1999-2000
Hellas Verona: 2012-2013
- Campionato italiano di Lega Pro: 1

Cittadella: 2015-2016